# Guinea-Bissau i olympiska sommarspelen 2020
Guinea-Bissau deltog med en trupp på fyra idrottare vid de olympiska sommarspelen 2020 i Tokyo som hölls mellan den 23 juli och 8 augusti 2021 efter att ha blivit framflyttad ett år på grund av coronaviruspandemin. Det var 7:e sommar-OS som Guinea-Bissau deltog vid. Ingen av landets deltagare erövrade någon medalj.

## Brottning
Herrarnas fristil
| Idrottare            | Gren  | Åttondelsfinal       | Kvartsfinal          | Semifinal            | Återkval                  | Final / BM           | Final / BM |
| Idrottare            | Gren  | Motståndare Resultat | Motståndare Resultat | Motståndare Resultat | Motståndare Resultat      | Motståndare Resultat | Placering  |
| -------------------- | ----- | -------------------- | -------------------- | -------------------- | ------------------------- | -------------------- | ---------- |
| Diamantino Iuna Fafé | 57 kg | Sanayev (KAZ) L 0–3  | Gick inte vidare     | Gick inte vidare     | Gick inte vidare          | Gick inte vidare     | 15         |
| Augusto Midana       | 74 kg | Sidakov (ROC) L 1–4  | Gick inte vidare     | Gick inte vidare     | Abdurakhmonov (UZB) L 0–4 | Gick inte vidare     | 11         |

## Friidrott
Förkortningar
- Notera– Placeringar avser endast det specifika heatet.
- Q = Tog sig vidare till nästa omgång
- q = Tog sig vidare till nästa omgång som den snabbaste förloraren eller, i teknikgrenarna, genom placering utan att nå kvalgränsen
- i.u. = Omgången fanns inte i grenen
- Bye = Idrottaren behövde inte tävla i omgången

Gång- och löpgrenar
| Idrottare   | Gren            | Heat       | Heat      | Kvartsfinal      | Kvartsfinal      | Semifinal        | Semifinal        | Final            | Final            |
| Idrottare   | Gren            | Resultat   | Placering | Resultat         | Placering        | Resultat         | Placering        | Resultat         | Placering        |
| ----------- | --------------- | ---------- | --------- | ---------------- | ---------------- | ---------------- | ---------------- | ---------------- | ---------------- |
| Seco Camara | Herrarnas 100 m | 11,33 0PB0 | 7         | Gick inte vidare | Gick inte vidare | Gick inte vidare | Gick inte vidare | Gick inte vidare | Gick inte vidare |

## Judo
| Idrottare     | Gren                           | Sextondelsfinal        | Åttondelsfinal       | Kvartsfinal          | Semifinal            | Återkval             | Final / BM           | Final / BM       |
| Idrottare     | Gren                           | Motståndare Resultat   | Motståndare Resultat | Motståndare Resultat | Motståndare Resultat | Motståndare Resultat | Motståndare Resultat | Placering        |
| ------------- | ------------------------------ | ---------------------- | -------------------- | -------------------- | -------------------- | -------------------- | -------------------- | ---------------- |
| Taciana Cesar | Damernas halv lättvikt (52 kg) | Park D-s (KOR) L 00–11 | Gick inte vidare     | Gick inte vidare     | Gick inte vidare     | Gick inte vidare     | Gick inte vidare     | Gick inte vidare |